# LFK NG飛彈
LFK NG飛彈（德語：Lenkflugkörper Neue Generation，意為“新世代制導飛彈”）是德國一款已取消的短程地對空飛彈系統，以IRIS-T中程空對空飛彈為原型，由德國聯邦國防技術和採購辦公室投資、MBDA德國部門和迪爾防務公司負責開發，以取代德國陸軍準備退役的羅蘭防空飛彈，並作為德國SysFla國防計劃的一部分裝備於新開發的虎貓自行防空系統。

## 設計
LFK NG飛彈是羅蘭飛彈的後繼者，與德國陸軍現役的刺針短程防空飛彈作戰範圍相似。其具有大量沿自IRIS-T飛彈技術的高靈敏度紅外尋標導引彈頭，能夠捕捉具有極低紅外訊號的敵機，例如裝備被動紅外對抗措施的攻擊直升機、飛彈、精確制導炸彈或無人機等空中目標，但離軸攻擊角度被縮減至±45°以下。該飛彈使用的推力向量技術以及運動學特徵與IRIS-T飛彈相似，但整體重量下降至IRIS-T空對空飛彈的三分之一以符合裝備需求。發射系統電腦可使用資料鏈路導引飛彈電腦，使其無需事先鎖定目標才能發射，從而獲得能於掩體後發射攻擊敵方的“發射後鎖定”能力。同時得益於兩段式脈衝火箭引擎，使LFK NG飛彈在所有飛行階段都具有相當好的機動性能。

## 發射平台
該飛彈可使用於垂直發射系統或是航空機的機載平台上。作為德國SysFla國防計劃項目的一部分，LFK NG飛彈的垂直發射器可集成於固定式的發射平台、卡車或裝甲車上（如拳師裝甲車和鼬鼠裝甲車），或安裝於直升機（如虎式直升機）上作為一種便攜式防空硬殺傷系統（CrewPADS, Portable Air Defence hardSystem）水平發射。便攜式防空硬殺傷系統由雙管發射器、FIRST（Fast InfraRed Search and Track）紅外感測器組成，並可用筆記型電腦遙控。

## 計劃取消
此項目最終於2011年由於德國國會大規模裁軍，陸軍防空部隊被編入空軍而取消研發，德國的防空武器改由使用短程FIM-92刺針飛彈的虎貓自行防空系統和IRIS-T防空系統取代。

## 外部連結
- . MBDA Systems. 19 May 2008. （原始内容存档于6 December 2010）.
- . Diehl BGT Defence. （原始内容存档于27 September 2007）.